# Prostituição no Japão

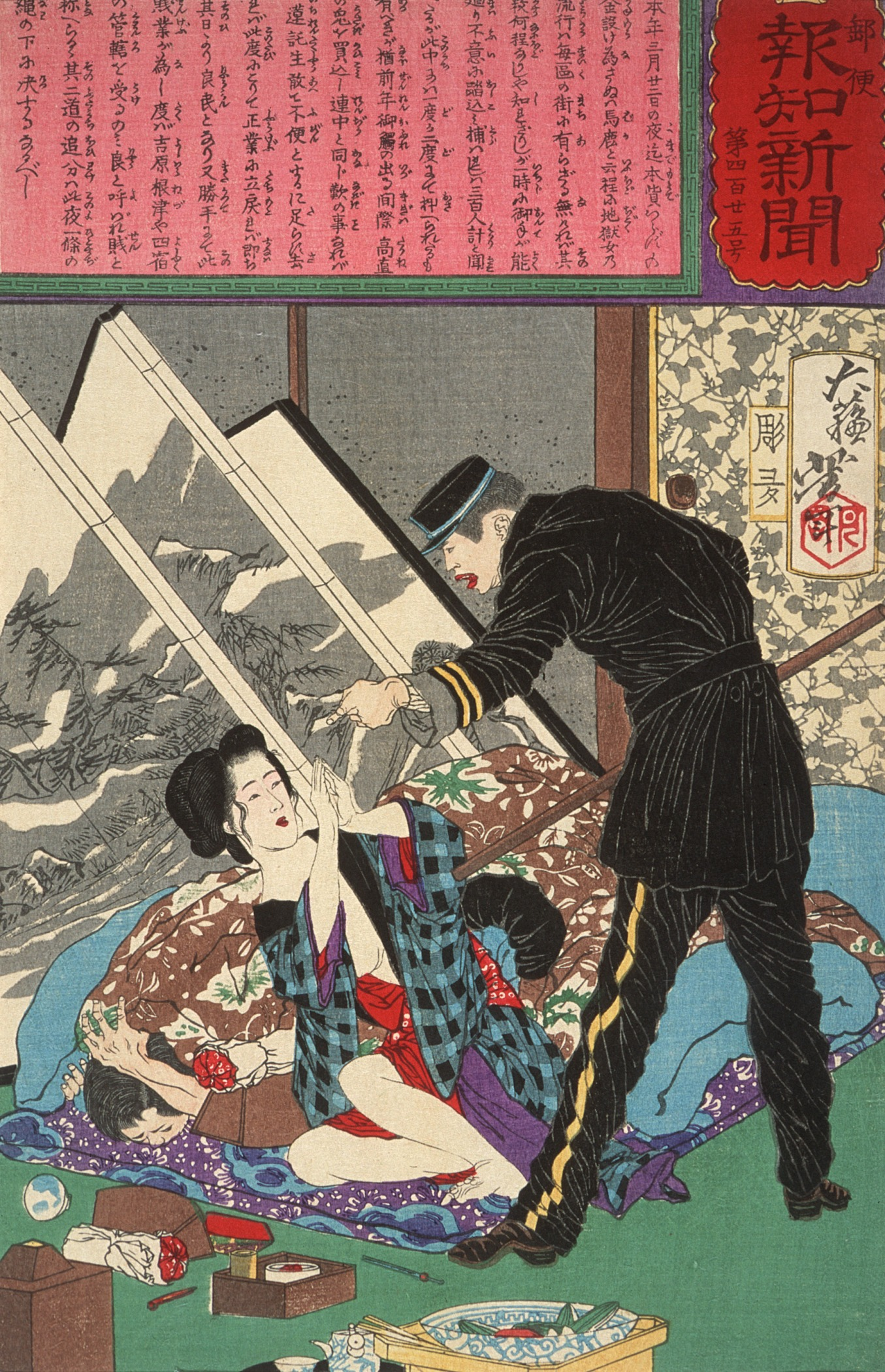
Incursão policial a prostitutas não licenciadas.

A prostituição no Japão existiu durante toda a história do país. Embora a Lei de Anti-Prostituição de 1956 declare que “Nenhuma pessoa possa prostituir-se ou usufruir da prostituição”, lacunas, interpretações independentes e negligências permitiram a prosperidade da indústria do sexo, acumulando um estimado de 2,3 trilhões de ienes por ano.
No Japão, a “indústria do sexo” (風俗, fūzoku) não é mais um sinônimo de prostituição. Uma vez que a lei japonesa define prostituição como “relação sexual com um indivíduo desconhecido em troca de pagamento”, a maior parte da indústria oferece apenas serviços que não envolvam o coito, como conversas, danças ou banhos para permanecer dentro da lei. Contudo, pesquisas pelo Centro Nacional de Educação Feminina do Japão concluíram que aproximadamente 20 a 40% dos homens japoneses já pagaram por sexo.

## História
Desde o século XV, visitantes chineses, coreanos e de outras etnias da Ásia frequentavam prostíbulos japoneses.
Essa prática continuou posteriormente entre visitantes do ocidente, principalmente mercadores europeus que vinham com marinheiros japoneses (ocasionalmente com africanos a bordo). Isso começou com a chegada das embarcações portuguesas ao Japão no século XVI, quando era-se suposto que eles provinham de Tenjiku (天竺), antigo nome para o subcontinente indiano, e que o cristianismo era uma nova religião indiana. Essas suposições errôneas deram-se devido ao estado indiano de Goa, que era o centro da Companhia das Índias Orientais de Portugal, e devido à significativa porção de portugueses cristãos nas embarcações.
Esses visitantes portugueses e suas tripulações de asiáticos e africanos geralmente envolviam-se em atividades escravistas no Japão, onde compravam ou capturavam jovens japonesas, que eram ou usadas como escravas sexuais nas embarcações ou levadas para Macau e para outras colônias portuguesas do Sudeste Asiático, das Américas e do Estado da Índia. Posteriormente, outras companhias das Índias Orientais, incluindo a holandesa, também envolveram-se na prostituição em viagens ao Japão.

## Atualmente

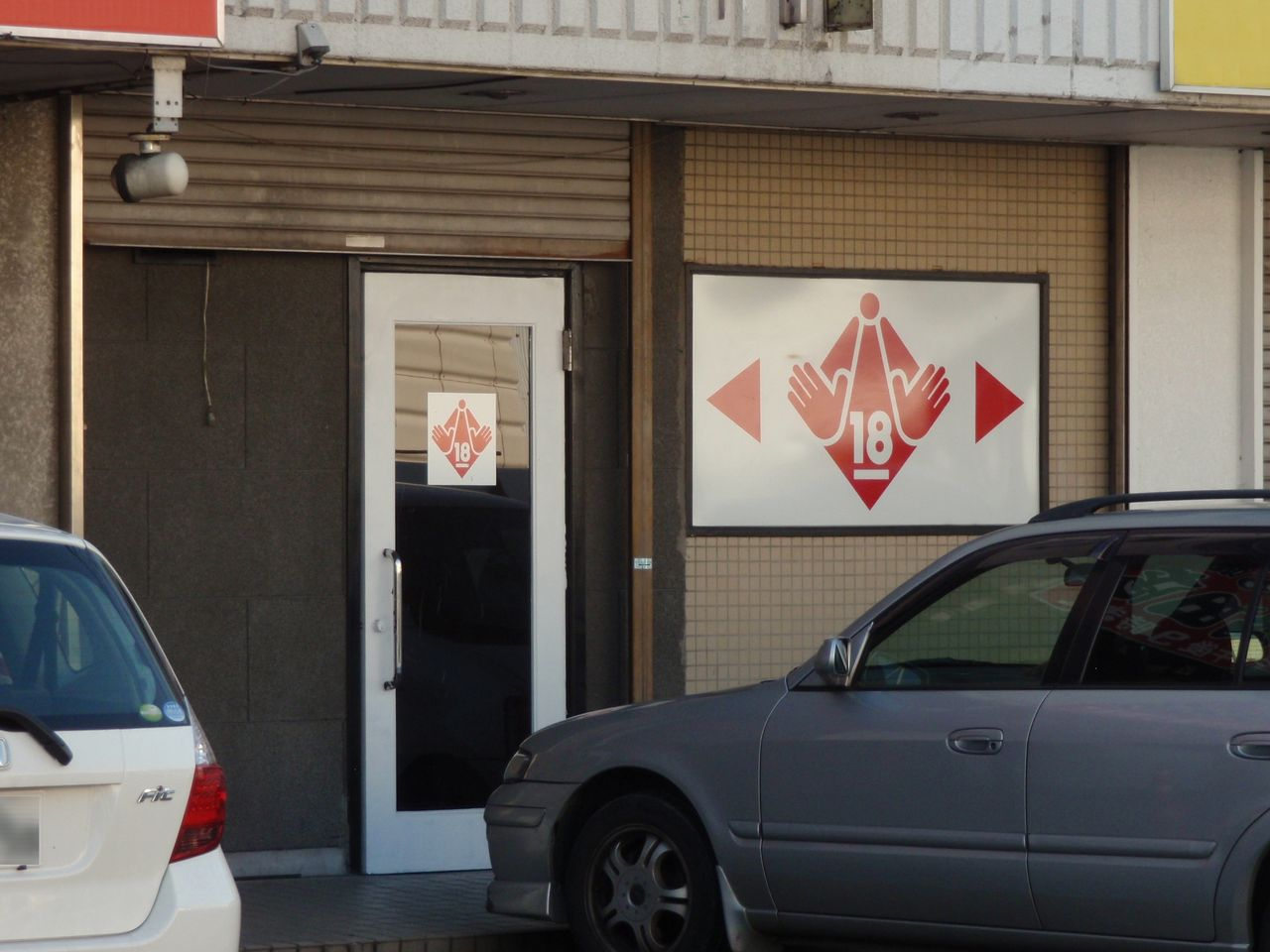
O letreiro do prostíbulo não pode ser mostrado, como define a Lei de Controle para Estabelecimentos de Entretenimento.

### Estatuto legal
O artigo 3.º da Lei de Anti-Prostituição (売春防止法) de 1956 declara que “Nenhuma pessoa pode prostituir-se ou usufruir da prostituição”, mas nenhuma pena é definida pelo mesmo. No entanto, o seguinte é proibido com aplicação de penas: solicitar prostituição, arranjar alguém para atos de prostituição, coagir alguém em prostituir-se, ser pago por atos de prostituição alheios, induzir alguém a prostituir-se por meio de pagamento antecipado, finalizar um contrato de tornar alguém prostituto, mobiliar um lugar para prostituição, envolver-se no negócio de tornar uma pessoa prostituta, e financiar prostituição.

### Prostituição em Tóquio
Em Tóquio, a prostituição data de há centenas de anos. Nos primórdios do século XVII, foram feitas as primeiras tentativas de regular a prostituição no distrito de Yoshiwara, um famoso distrito de prostituição na antiga Edo. Uma lei que obrigava prostitutas a registrarem-se e trabalhar em instalações seguras, sendo seu objetivo principal arrecadar impostos.

## Entrega de vigor
Entrega de vigor (デリバリーヘルス, Deribarii herusu), também conhecido como "shutchō health" (出張ヘルス) ou pela abreviação "deriheru" (デリヘル), é uma forma de prostituição no Japão similar ao vigor fashion, "vigor" sendo um termo para serviços sexuais. A diferença sendo que o bordel não tem um local fixo e é essencialmente um serviço de escorte, com a mulher sendo direcionada à casa do cliente ou um motel.
Outra trabalho que as mulheres que exercem essa profissão fazem é o de distribuir panfletos de propaganda em caixas de correio de casas e apartamentos, telefones públicos, banheiros públicos e à vista em cidades grandes no Japão. Também há vários sites na internet para achar esse tipo de serviço ou similares.